# Doorncicade
De doorncicade (Centrotus cornutus) is een halfvleugelig insect uit de familie van de bochelcicaden (Membracidae). De soort is vrij algemeen verspreid in Europa.

## Kenmerken
De doorncicade heeft een opvallend uiterlijk; het halsschild is zeer groot en vergroeid tot drie duidelijk zichtbare, doorn-achtige punten. Deze dienen echter niet om mee te steken maar ter camouflage. De doorncicade lijkt op de oorcicade (Ledra aurita), die echter twee platte, flapachtige uitsteeksels heeft en verder gekenmerkt wordt door een duidelijk plattere lichaamsvorm. 
Als de doorncicade op een tak zit worden de poten teruggetrokken en lijkt het dier sprekend op een doorn die een onderdeel is van de tak zelf. De vergroeiing ontspruit uit het voorste deel van de bovenzijde van het borststuk en loopt door naar achteren tot over het achterlijf. De vleugels zijn duidelijk meer aan de zijkanten van het lichaam gepositioneerd, de poten zijn vrij kort. De ogen zijn rond en kraal-achtig en zijn net zoals de poten meer roodbruin tot rood van kleur. De rest van het lijf is bruin, de vleugels zijn doorzichtig en de cicade kan er relatief lange afstanden mee zweven. De lichaamslengte is 7 tot 10 millimeter.

## Leefwijze
De doorncicade leeft van plantensappen die met de zuigsnuit worden opgezogen. De doorncicade is vooral te vinden op houtachtige planten. Zowel mannetjes als vrouwtjes kunnen geluid produceren. Deze zijn echter nauwelijks hoorbaar in vergelijking met soorten in warmere streken. De nimf is tweejarig en overwintert in de strooisellaag.

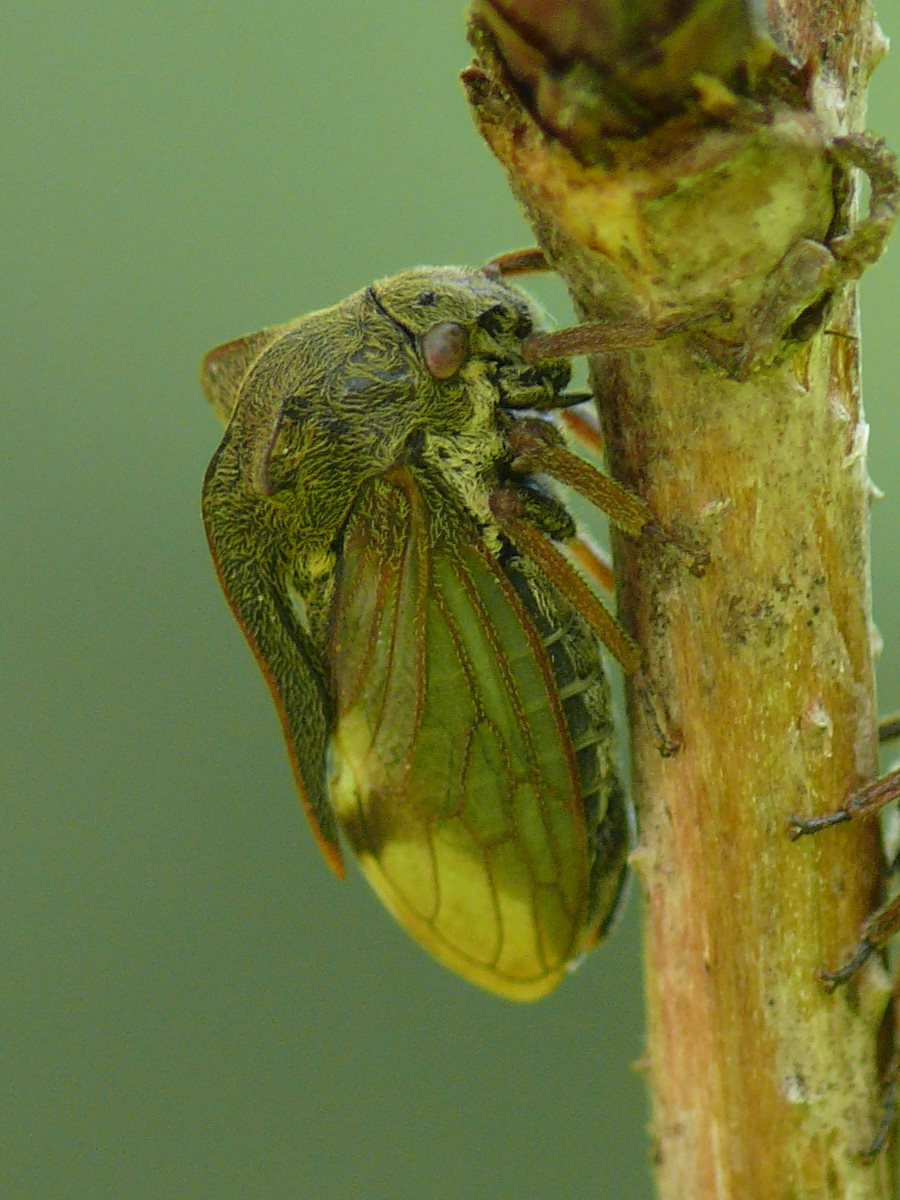
Doorncicade op stengel